# Thielavia hyalocarpa
Thielavia hyalocarpa är en svampart som beskrevs av Arx 1975. Thielavia hyalocarpa ingår i släktet Thielavia och familjen Chaetomiaceae.   Inga underarter finns listade i Catalogue of Life.